# Ian Abercrombie
Ian Abercrombie, född 11 september 1934 i Grays i Essex, England, död 26 januari 2012 i Hollywood, Los Angeles, Kalifornien, var en brittisk skådespelare. Han var känd bland annat för rollen som Alfred Pennyworth i TV-serien Gothams änglar, Elaines chef Mr Pitt i TV-serien Seinfeld och som butler i TV-serien Desperate Housewives.